# Arizkun
Arizkun és un dels 15 llocs que integren la Vall de Baztan, situat a 57 quilòmetres de Pamplona, a Navarra. Està dividit en quatre barris:
- Aintzinalde
- Bozate
- Ordoki
- Pertalats

## Demografia
| 2000 | 2001 | 2002 | 2003 | 2004 | 2005 | 2006 | 2007 | 2008 | 2009 | 2010 |
| ---- | ---- | ---- | ---- | ---- | ---- | ---- | ---- | ---- | ---- | ---- |
| 644  | 644  | 656  | 650  | 627  | 622  | 638  | 632  | 631  | 629  | 610  |

## Personatges il·lustres
- Pello Salaburu (1951-), membre de l'euskaltzaindia.
- Pedro de Ursúa (1520-1561)
- Martin de Ursúa (1653-1715)